# Fukomys
Fukomys (Фукоміс) — нещодавно (2006 р.) описаний рід землекопових. Вміщує види, які до того були включені у рід Cryptomys.